# Чумашки
Чумашки — село в Купинском районе Новосибирской области России. Входит в состав Копкульского сельсовета.

## География
Площадь села — 12 гектаров.

## Население
| 2002 | 2007 | 2010 |
| ---- | ---- | ---- |
| 586  | ↗587 | ↘515 |

## Инфраструктура
В селе по данным на 2007 год функционируют 1 учреждение здравоохранения и 2 учреждения образования.